# Herman Johannes van der Weele
Herman Johannes van der Weele (Midelburgo, 13 de janeiro de 1852 – Haia, 2 de dezembro de 1930) foi um pintor holandês pertencente à segunda geração da Escola de Haia. Estudou na Academia Real de Arte de Haia, especializando em pintura a óleo e aquarelas. Van der Weele pintou principakmente cenas camponesas, mas também algumas paisagens e naturezas-mortas.

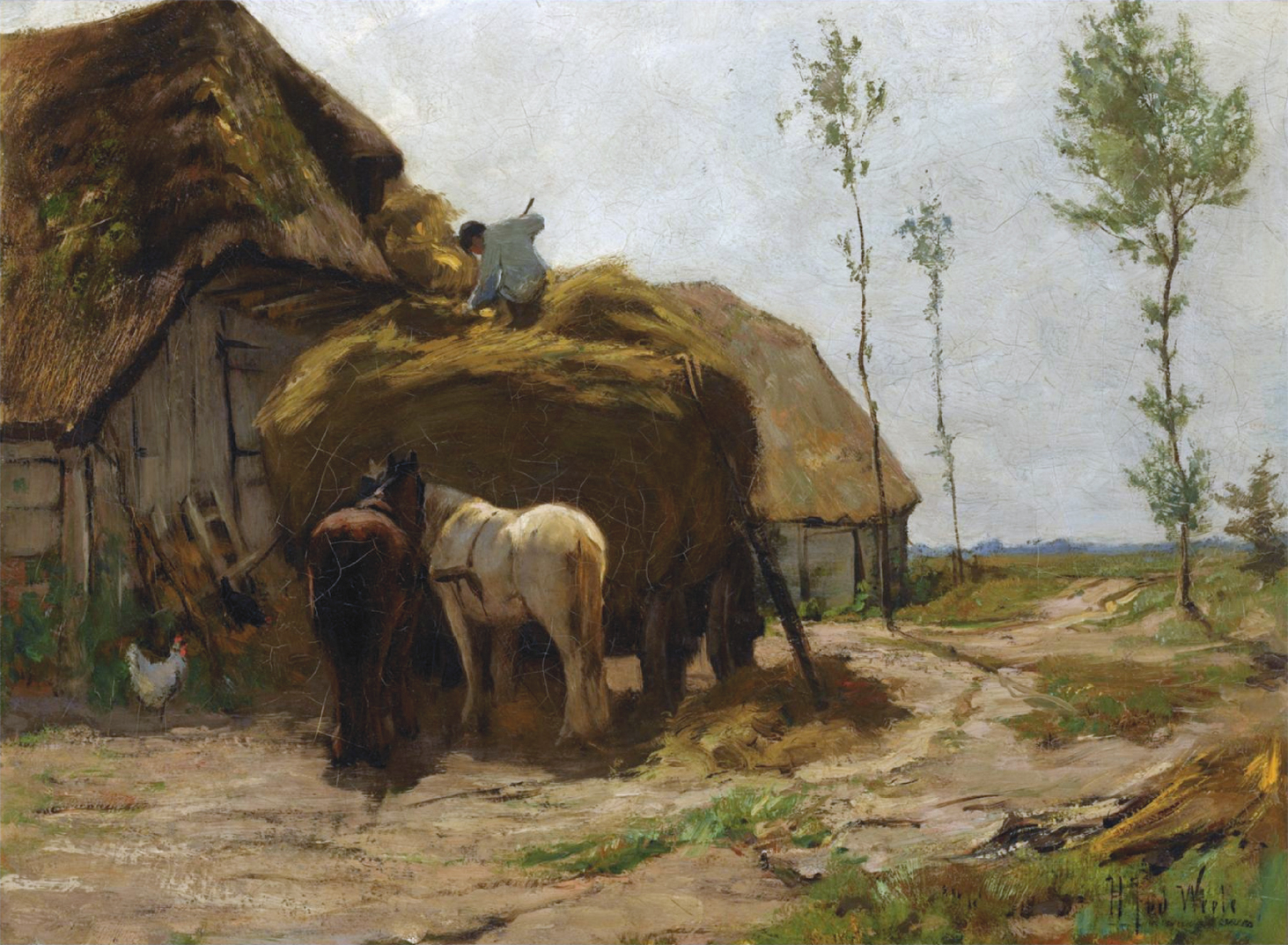
O Aprovisionamento do Palheiro
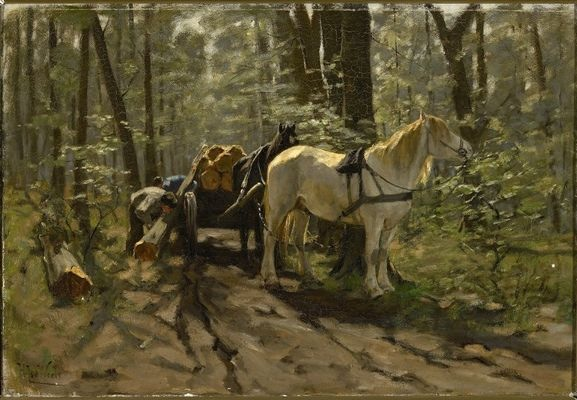
Na Floresta de Vidoeiro
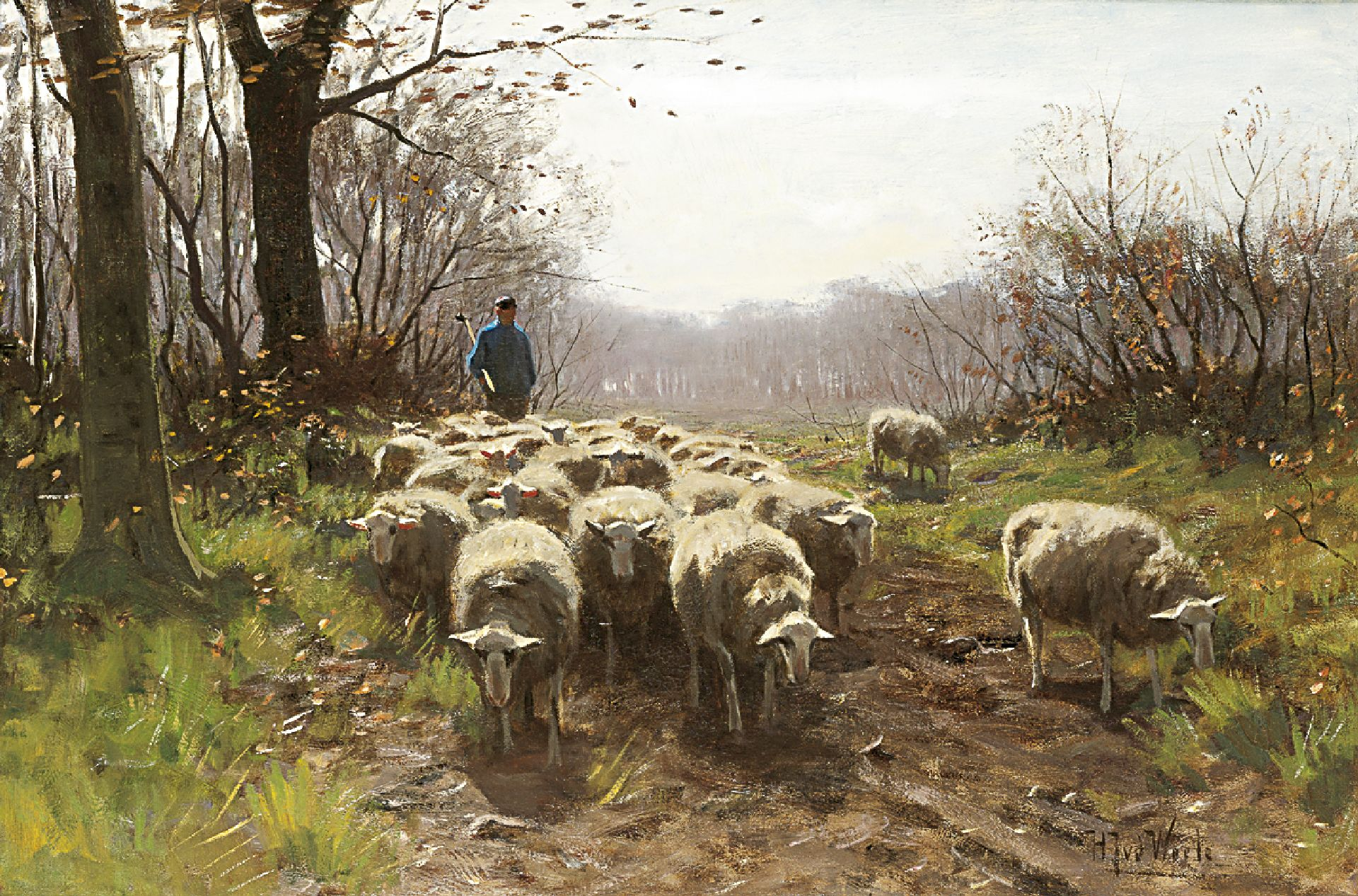
Pastor de Ovelhas